# HD 143900
HD 143900，又名CD-2412499，SAO 184075、HR 5973，是一颗恒星，视星等为6.21，位于銀經349.12，銀緯20.42，其B1900.0坐标为赤經15h 57m 54.2s，赤緯-24° 20.42′ 0″。